# Трешневка
«Трешневка» (хорв. NK Trešnjevka) — хорватский футбольный клуб из города Загреб, в настоящий момент выступает в четвёртой лиге Хорватии. Клуб основан в 1929 году, под именем «Панония». Домашние матчи проводит на стадионе «Граба», вмещающем 2 200 зрителей. В середине 60-х годов 20-го века провёл три сезона в высшем дивизионе чемпионата Югославии, лучшим результатом является 11-е место в сезоне 1963/64. В сезоне 1963/64 «Трешневка» приняла участие в розыгрыше Кубка ярмарок, но в первом же раунде уступила португальскому «Белененсишу».

## Достижения
- Вторая лига Югославии
  - Победитель: 1962/63

## Выступление в еврокубках
| Сезон     | Турнир        | Раунд |                 | Клуб       | Счёт     |
| --------- | ------------- | ----- | --------------- | ---------- | -------- |
| 1963/1964 | Кубок ярмарок | 1R    | Флаг Португалии | Белененсиш | 0-2, 1-2 |

## Прежние названия
- 1926—1929 — «Панония»
- 1929—1940 — «Трешневка»
- 1940—1945 — «Трешневачки Скакава»
- 1945—н. в. — «Трешневка»